# Борис Перчаткин
Борис Георгиевич Перчаткин (на руски: Бори́с Гео́ргиевич Перча́ткин) е най-известният участник в движението за религиозна емиграция в Находка от края на 70-те и началото на 80-те години на XX век, правозащитник, който лобира в Съединените щати за приемането на „поправката на Лаутенберг“ през 1989 г., в резултат на която около 1 милион души от страните от бившия СССР емигрират в САЩ.

## Биография
Борис Перчаткин е роден на 1 юли 1946 г. в семейството на военен пилот, който загива при автомобилна катастрофа малко след раждането на Борис. Известно време след смъртта на първия си съпруг, майката на Борис се омъжва повторно за военен, който през 1953 г. е арестуван за неизпълнение на заповеди по време на бунтовете и получава 25 години изгнание в лагерите на Воркута. На 16-годишна възраст Борис открива петдесятна църква в град Находка, към която се присъединява. По-късно той събира информация за преследването на вярващите и активно я споделя с чуждестранни журналисти.
През 1976 г. Перчаткин, заедно със своите сподвижници Василий Патрушев, В. А. Бурлаченко и Владимир Степанов, установяват контакт с дисидентите в Москва и получават препоръки „да насочат емигрантската вълна в организирана посока“. През същата година представител на Московската хелзинкска група, Л. В. Воронина, пристига в Находка. В началото на тази година Перчаткин активно търси масово напускане на петдесятниците от СССР  През същата година Перчаткин изпраща призиви до ООН, Световния съвет на църквите и държавните глави, подписали Хелзинкските съглашения, в които говори за постоянното преследване на вярващите в СССР.
През 1977 г., заедно с Николай Горетой, той говори в защита на арестуваните дисиденти Александър Гинзбург, Юрий Орлов и Анатолий Шчарански, като се обръща към християните по света от името на петдесятниците. През същата година, заедно с други християни от различни деноминации, той участва в публична гладна стачка, чиято цел е да получи разрешение за преследвани християни да напуснат СССР.
На 20 декември 1978 г. Перчаткин се опита да изпрати поздравителна новогодишна телеграма до президента на САЩ Джими Картър чрез пощата в Находка с молба за внимание към онези, които нямат свобода на религията.
От 1979 г. извършва организационна работа за създаване на Център за емигрантски настроени вярващи в СССР, като се обявява за негов ръководител. През 1980 г. е избран за секретар на създадения Съвет на съветските петдесятни църкви, които са склонни да емигрират. В края на 1979 г. Перчаткин написа изявление „До Конгреса и правителството на Съединените щати, правителствата на Канада, Австралия, Англия, Германия, Франция и Италия“, в което той говори за съветската действителност, програмните разпоредби на КПСС по религиозните въпроси в СССР и очерта съветското законодателство относно религиозните култове.
Той беше най-активният член на комитета на вярващите, подал молба за изселване. Съветското правителство организира преследването на Перчаткин и семейството му чрез публикуване на статии в централния градски вестник: „Лицемер на едро и дребно“, „Убеждения за удобство“, „Преди да е станало твърде късно“ и др.
На 21 август 1980 г. Перчаткин е арестуван в Находка, а в края на март 1981 г. е осъден по член 190.1 от Наказателния кодекс на РСФСР за разпространение на „съзнателно неверни измислици, дискредитиращи съветската държава и обществен строй“ 2 години затвор. Според радиостанцията „Гласът на Америка“ по време на разследването и на процеса срещу Перчаткин са били използвани химикали, които са го накарали да загуби съзнание.
През август 1982 г. Перчаткин е освободен и впоследствие продължава да търси правото си да емигрира от СССР. През февруари 1983 г. той отново е арестуван и след това осъден по част 2 на член 218 от Наказателния кодекс на РСФСР на 1,5 години за незаконно носене на хладно оръжие.
През 1987 г. Перчаткин съставя доклад за Конгреса на САЩ „За състоянието на религията в СССР“. Този доклад беше прочетен в Конгреса на САЩ и Перчаткин беше поканен на среща с държавния секретар на САЩ Шулц за да говори за религиозната миграция, както и с председателя на Върховен съд на САЩ Ренквист и заместник-държавния секретар на САЩ за религиозните въпроси. През май 1988 г., когато президентът на САЩ Роналд Рейгън дойде в СССР на официално посещение, за да се срещне с Горбачов, Перчаткин беше поканен на среща със съпругата на Рейгън, Нанси Рейгън, като част от делегация от 40 души за обсъждане на въпроса за религиозната свобода в СССР. На 30 май 1988 г. Перчаткин представлява съветските протестанти на тази среща. В продължение на около два часа той разказва на Нанси Рейгън за състоянието на свободата на религията в СССР, след което Нанси Рейгън кани Перчаткин да прочете доклад за положението на религията в СССР пред Конгреса на САЩ.
На 26 юли 1988 г. Перчаткин емигрира в САЩ заедно с цялото си семейство. На 4 август 1988 г. той говори в Конгреса на САЩ с доклад за геноцида на вярващите в СССР, който впоследствие обсъжда с конгресмени, сенатори и дипломати. Резултатът от тези дискусии беше приемането през 1989 г. на „поправката на Лаутенберг“, кръстена на сенатора демократ от Ню Джърси Франк Лаутенберг. През първото десетилетие на тази поправка около 350 000 религиозни мигранти са влезли в САЩ по силата й, а в периода до 2010 г. – около 1 милион. Масовото изселване на петдесятници от Находка започва през 1988 г., когато 152 възрастни напускат, без да се броят малките деца. През 1989 г. 45 възрастни петдесятници емигрират от Находка.
Докато е в Съединените щати, Перчаткин създава свой собствен уебсайт, на който описва подробности за ареста и затвора по време на борбата за емиграция и организира християнската правозащитна организация ARRC (American-Russian Relief Committee). Издава и автобиографична книга „Огнени пътеки“, която е преиздавана няколко пъти.

## Споменавания
Борис Перчаткин, наред с други политически затворници, е споменат от Андрей Сахаров в статията му „Отговорността на учените“, написана през 1981 г.

## Външни връзки
- Michael Rowe. The Soviet pentecostal emigration movement //  Religion in Communist Lands 11 (3).   2 януари 2008. DOI:10.1080/09637498308431098. с. 337–339.
- Catherine Wanner. Religion and Refugee Resettlement: Evolving Connections to Ukraine since World War II //  Canadian-American Slavic Studies 44 (1–2).   Brill Schöningh, януари 2010. DOI:10.1163/221023910X512796. с. 44–66.